# 娘妻
《娘妻》（英语：Mother Wife）是一部2009年首播的中国大陆民国苦情剧，由福建世纪长龙影视文化发展有限公司出品，台湾导演陈朱煌执导，并由张玉嬿、刘恺威、任天野、米凯莉、佟丽娅等人领衔主演。剧情从民国时期一直延续到二十一世纪，讲述了女主人公嫁给小她八岁的男孩作娘妻，在夫家败落后以一己之力支撑全家，尽管丈夫对她毫无感情，且在长大后另娶她人、远走他乡，但她仍苦苦守候、不离不弃，最后终于等到丈夫回心转意，一家人重新团聚。
本剧于2009年2月22日在浙江横店影视城开机拍摄，同年5月20日在福建福州杀青关机。2009年11月26日，本剧在沈阳电视台影视频道全国首播，2010年11月11日在安徽、东南、广东三家卫视黄金档上星播出。

## 首播平台
| 所在地   | 播出日期       | 播出頻道                     |
| -------- | -------------- | ---------------------------- |
| 中国大陆 | 2009年9月26日  | 沈阳电视台影视频道           |
| 中国大陆 | 2010年5月31日  | 广东珠江频道                 |
| 中国大陆 | 2010年11月11日 | 安徽卫视、东南卫视、广东卫视 |

## 劇情
講述林秋菊嫁了小她九岁的高耀宗的故事。

## 演员阵容
全剧主演讲述高、丁、孙三家，演员如下：
| 演员            | 角色   | 简介 |
| 翟乃社          | 高仁禄 | 仁禄，高先生，高老爷，叔叔，伯父 刘月娥之夫 陆依萍之前夫 高玉姗，高耀宗之父 许家俊之岳父 丁伟杰之前岳父 林秋菊之公公 高正扬、高念慈，王宏达之祖父 高天助、高天赐之曾祖父 王丽雪之曾外公 王丽云之养曾外公 金伟杰之前岳父 孙雅婷之前公公 丁耀祖之前继父 丁建志之前继祖父 丁国华、丁国琳之前继曾祖父 丁傳杰，陆依萍之前死敌 |
| 娟子            | 刘月娥 | 月娥，高夫人，高太太，阿姨，伯母 高仁禄之妻 高玉姗，高耀宗之母 林秋菊之婆婆 高正扬、高念慈，王宏达之祖母 高天助，高天赐之曾祖母 王丽雪之曾外婆 王丽云之养曾外婆 孙雅婷之前婆婆 丁耀祖之前继母 丁建志之前继祖母 陆依萍之前情敌 丁傳杰，陆依萍之前死敌                                                                     |
| 王皓            | 丁傳杰 | 傳杰，叔叔，伯父 陆依萍之夫 丁耀祖之父 丁建志之祖父 丁国华，丁国琳之曾祖父 高家之前官家 |
| 赵蕾            | 陆依萍 | 依萍，高夫人，高太太，阿姨，伯母，二夫人 丁傳杰之妻 高仁禄之前妻 高玉姗，高耀宗之前继母 林秋菊,孙雅婷之前继婆婆 高正杨，高念慈之前继祖母 王云雪之前继曾外婆 王丽云之前继养曾外婆 丁耀祖之母 丁建志之祖母 丁国华，丁国琳之曾祖母                                                                                          |
| 任天野          | 许家俊 | 家俊，许先生，叔叔，伯父 高仁禄，刘月娥之女婿 高耀宗，林秋菊之姐夫 丁耀祖之前继姐夫 高正杨，高念慈，王宏达之姑夫 孙雅婷之前姐夫 高正杨，高念慈，王宏达之姑夫 丁建志之前继姑夫 高天赐，高天助之姑祖父 王丽雪之姑外公 王丽云之养姑外公 高玉姗之夫 谢文华之前友 谢雪华之友                                                  |
| 王琼            | 金伟杰 | 伟杰，金先生，叔叔，伯父 高仁禄，刘月娥之前女婿 陆依萍之前继女婿 高耀宗，林秋菊，孙雅婷之前姐夫 高耀祖之前继姐夫 高正杨，高念慈，王宏达之前姑夫 高天赐，高天助之前姑祖父 王丽雪之前姑外公 王丽云之前养姑外公 丁建志之前继姑夫 丁国华，丁国琳之前继姑外公 高玉姗之前夫                                                    |
| 米凯莉          | 高玉姗 | 玉姗，高小姐，许太太，金太太，阿姨，伯母 高仁祿，刘月娥之长女 陆依萍之前继女 高耀宗之姐姐 林秋菊之大姑 孙雅婷之前大姑 高正杨，高念慈，王宏达之姑姑 高天赐，高天助之姑祖母 王丽雪之姑外婆 王丽云之养姑外婆 许家俊之妻 金伟杰之前妻 谢雪华之友                                                                             |
| 刘愷威          | 高耀宗 | 耀宗,高先生，叔叔，伯父，高少爷，高董事长，高董事，高总经理，总经理 高仁祿，刘月娥之次子 陆依萍之前继子 高玉姍，许家俊之弟弟 金伟杰之前弟弟 林秋菊之夫 孙大鹏，李翠风之前女婿 孙雅婷之前夫 高正揚，高念慈之父 王宏达之岳父 高天赐，高天助之祖父 王丽雪之外公 王丽云之养外公                                              |
| 毕远晋          | 林来福 | 来福，林先生，叔叔，伯父 林秋菊之父 高耀宗之岳父 高正杨，高念慈，王宏达之外公 王麗雪之曾外公 王丽云之养曾外公 |
| 张玉嬿          | 林秋菊 | 高夫人，高太太，阿姨，伯母，林董事,林董事长 高仁祿，刘月娥之媳妇 陆依萍之前继媳妇 高玉姗，许家俊之弟媳妇 金伟杰之前弟媳妇 高耀宗之妻 高正揚，高念慈之母 王宏达之岳母 高天赐，高天助之祖母 王丽雪之外婆 王丽云之养外婆 孙雅婷之前情敌 孙雅婷之前死敌                                                                      |
| 施大生          | 孙大鹏 | 大鹏，孙先生，叔叔，伯父 李翠风之夫 孙雅婷之父 高耀宗之前岳父 高正杨，高念慈之继前外公 王丽云之前继養曾外公 高天賜，高天助之前继曾祖父 王麗雪之前继曾外公 |
| 鲍正芳          | 李翠风 | 翠风，李小姐，孙夫人，孙太太，阿姨，伯母 孙大鹏之妻 孙雅婷之母 高耀宗之前岳母 高正杨，高念慈之前继外婆 王丽云之前继曾养外婆 高天赐，高天助之前继曾祖母 王麗雪之前继曾外婆 |
| 佟丽娅          | 孙雅婷 | 雅婷，孙小姐，大小姐，孙大小姐，高夫人，高太太，阿姨，伯母 前恐怖情人 孙大鹏，李翠风之独生女 高仁祿，刘月娥之前媳妇 陆依萍之前继媳妇 高玉姗，许家俊，金伟杰之前弟媳妇 高耀宗之前妻 高正杨，高念慈之前继母 王宏达之继岳母 高天赐，高天助之前继祖母 王丽雪之前继外婆 王丽云之前继养外婆 林秋菊之前情敌 林秋菊之前死敌      |
| 杜俊泽          | 高正杨 | 正杨，高先生，叔叔，伯父 高耀宗，林秋菊之长子 孙雅婷之前继子 高玉姍，许家俊之长侄子 金伟杰之前侄子 高仁祿，刘月娥之长孙 陆依萍之前继孙 孙大鹏，李翠风之前继外孙 高念慈，王宏达之哥哥 王丽雪之舅舅 王丽云之养舅舅 高天赐，高天助之父 丁傳傑之前继侄子 丁国华，丁国琳之前继叔                                              |
| 张新华          | 王宏达 | 宏达，王先生，叔叔，伯父 高耀宗，林秋菊之女婿 孙雅婷之前继女婿 高玉姍，许家俊之侄女婿 高仁祿，刘月娥之孙女婿 陆依萍之前继孙女婿 孙大鹏，李翠娥之前继外孙女婿 高正杨之妹夫 高念慈之夫 王丽雪之父 王丽云之养父 丁国华，丁国琳之前继姑夫                                                                                    |
| 朱婷            | 高念慈 | 念慈，高小姐，高大小姐，大小姐，王太太，阿姨，伯母 高耀宗，林秋菊之女 孙雅婷之前继女 高玉姍,许家俊之次侄女 金伟杰之前次侄女 高仁祿，刘月娥之次孙女 陆依萍之前继孙女 丁耀祖之前继侄女 孙大鹏，李翠风之前继外孙女 高正杨之妹妹 高天赐，高天助之姑姑 王宏达之夫 王丽雪之母 王丽云之养母 丁国华，丁国琳之前继姑姑            |
| 刘宾            | 高天赐 | 天赐，高先生 高正杨之长子 高念慈之长侄子 高耀宗，林秋菊之长孙 孙雅婷之前继孙 丁国华，丁国琳之前继堂哥 丁建志之前继侄子 丁耀祖之前继侄孙 高仁祿，刘月娥之长曾孙 陆依萍之前继曾孙 孙大鹏，李翠风之前继曾外孙 王丽雪之表弟 王丽云之未婚夫兼养表弟 高天助之哥哥                                                              |
| 孙志翔          | 高天助 | 天助，高先生 高正杨之次子 高念慈，王宏达之次侄子 高玉姍，许家俊之侄孙 金伟杰之前次侄孙子 丁国华，丁国琳之前继堂哥 高耀宗，林秋菊之次孙 孙雅婷之前继次孙 高仁祿，刘月娥之曾次孙 陆依萍之前继曾次孙 孙大鹏，李翠风之前继曾外孙 丁建志之前继侄子 丁耀祖之前继孙侄子 高天赐之弟弟                                            |
| 張希愛 (张瑞涵) | 王丽云 | 丽云，王小姐 王宏达，高念慈之养女 高正杨之养外甥女 高耀宗，林秋菊之养外孙女 高玉姍，许家俊之养侄外孙女 金伟杰之前养侄外孙女 高仁祿，刘月娥之养曾外孙女 陆依萍之前养曾外孙女 孙大鹏，李翠风之前继养曾外孙女 王云雪之养姐 高天賜之未婚妻兼養表姐，高天助之表姐 丁耀祖之前之养侄外孙女 丁国华，丁国琳之前继养表姐           |
| 鹰 飞           | 王丽雪 | 丽雪，王小姐 王宏达，高念慈之独生女 王丽云之养妹妹 高天赐之表姐 高天助之表妹 高正杨之外甥女 高耀宗，林秋菊之外孙女 孙雅婷之前继外孙女 高仁祿，刘月娥之曾外孙女 陆依萍之前继曾外孙女 丁耀祖之继外侄孙女 |
| 染笑            | 丁耀祖 | 耀祖，丁先生，叔叔，伯父 丁傳贤，陆依萍之独生子 丁国华，丁国琳之祖父 高仁祿，刘月娥之前继子 高玉珊，许家俊，金伟杰之前继弟弟 高耀宗，林秋菊，孙雅婷之前继弟弟 高正杨，高念慈，王宏达之前继叔叔 高天赐，高天助之前叔公 王丽雪之前继叔外公 王丽云之前继养叔外公                                                            |
| 黄建群          | 丁建志 | 建志，丁先生，叔叔，伯父 丁耀祖之独生子 高玉姍，许家俊，金伟杰之前继侄子 高耀宗，林秋菊，孙雅婷之前继侄子 高正杨，高念慈之前继弟弟 高天赐，高天助之前继叔叔 王丽雪之前继舅舅 丁傳贤，陆依萍之孙 高仁祿，刘月娥之前继孙 丁國華、丁國琳之父                                                                                |
| 茅子俊          | 丁国华 | 国华，丁先生 丁建志之长子 丁傳杰，陆依萍之曾孙 高耀宗，林秋菊，孙雅婷之前继孙 高玉珊，金伟杰，许家俊之前侄孙 高正杨，高念慈之前继堂弟 丁国琳之哥哥 高天赐之前继堂弟弟 高天助之前继堂哥 王丽雪之前继表哥 王丽云之前继养表哥 高天助之前友 和父親一起騙天助錢                                                               |
|                 |        | |
| 陈真希          | 丁国琳 | 国琳，丁小姐，大小姐，丁大小姐 丁建志之次女 丁国华之妹妹 丁耀祖之孙女 丁傳杰，陆依萍之曾孙女 高正杨，高念慈，王宏达之前继侄女 王丽雪之前继表妹 王丽云之前继养表妹 高耀宗，林秋菊，孙雅婷之前继侄孙女 高玉姍，许家俊，金伟杰之前继侄孙女 高仁祿，刘月娥之前继曾孙女                                                       |
| 张沛然          | 谢文华 | 文华 谢雪华之哥哥 许家俊之前友 |
| 汪菁晶          | 谢雪华 | 雪华 谢文华之妹妹 许家俊，高玉姍之友 |

## 作品的变迁
| 中华人民共和国 安徽卫视 海豚第一剧场 每天 19:35-22:15 | 中华人民共和国 安徽卫视 海豚第一剧场 每天 19:35-22:15 | 中华人民共和国 安徽卫视 海豚第一剧场 每天 19:35-22:15 |
| ----------------------------------------------------- | ----------------------------------------------------- | ----------------------------------------------------- |
|                                                       | 娘妻 （2010.11.11－2010.11.30）                       |                                                       |
| 娘家的故事2 （2010.10.12－2010.11.10）                | 金婚风雨情 （2010.12.01－2010.12.26）                 |                                                       |

| 中華民國 東風電視台 周一至周五 19:00-20:00 | 中華民國 東風電視台 周一至周五 19:00-20:00 | 中華民國 東風電視台 周一至周五 19:00-20:00 |
| ------------------------------------------ | ------------------------------------------ | ------------------------------------------ |
|                                            | 娘妻 （2013.10.24－2013.11.29）            |                                            |
| 朱元璋 （2013.08.21－2013.10.23）          | 後宮 （2013.12.02－2014.02.03）            |                                            |